# Isabella Elder Statue

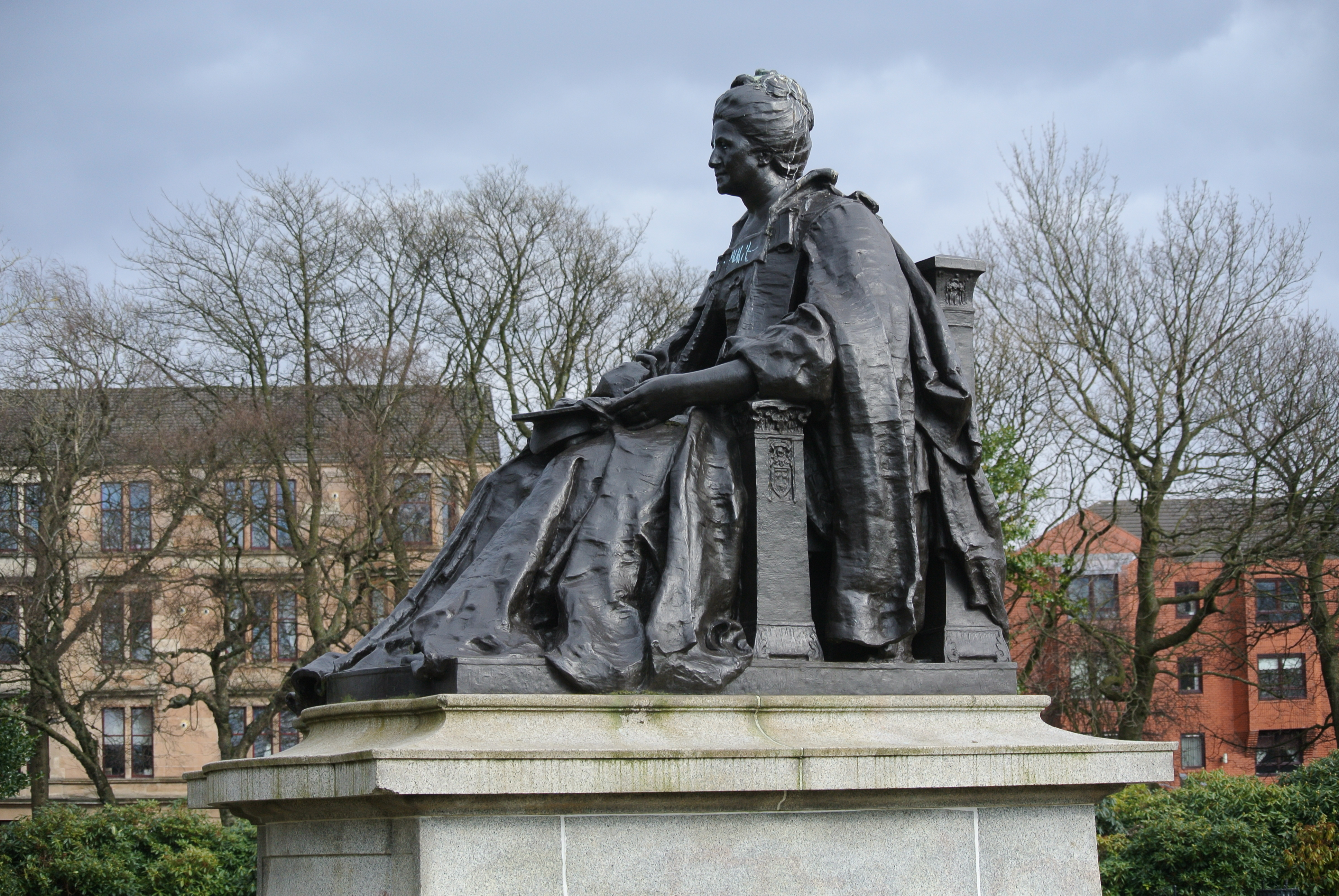
Isabella Elder Statue

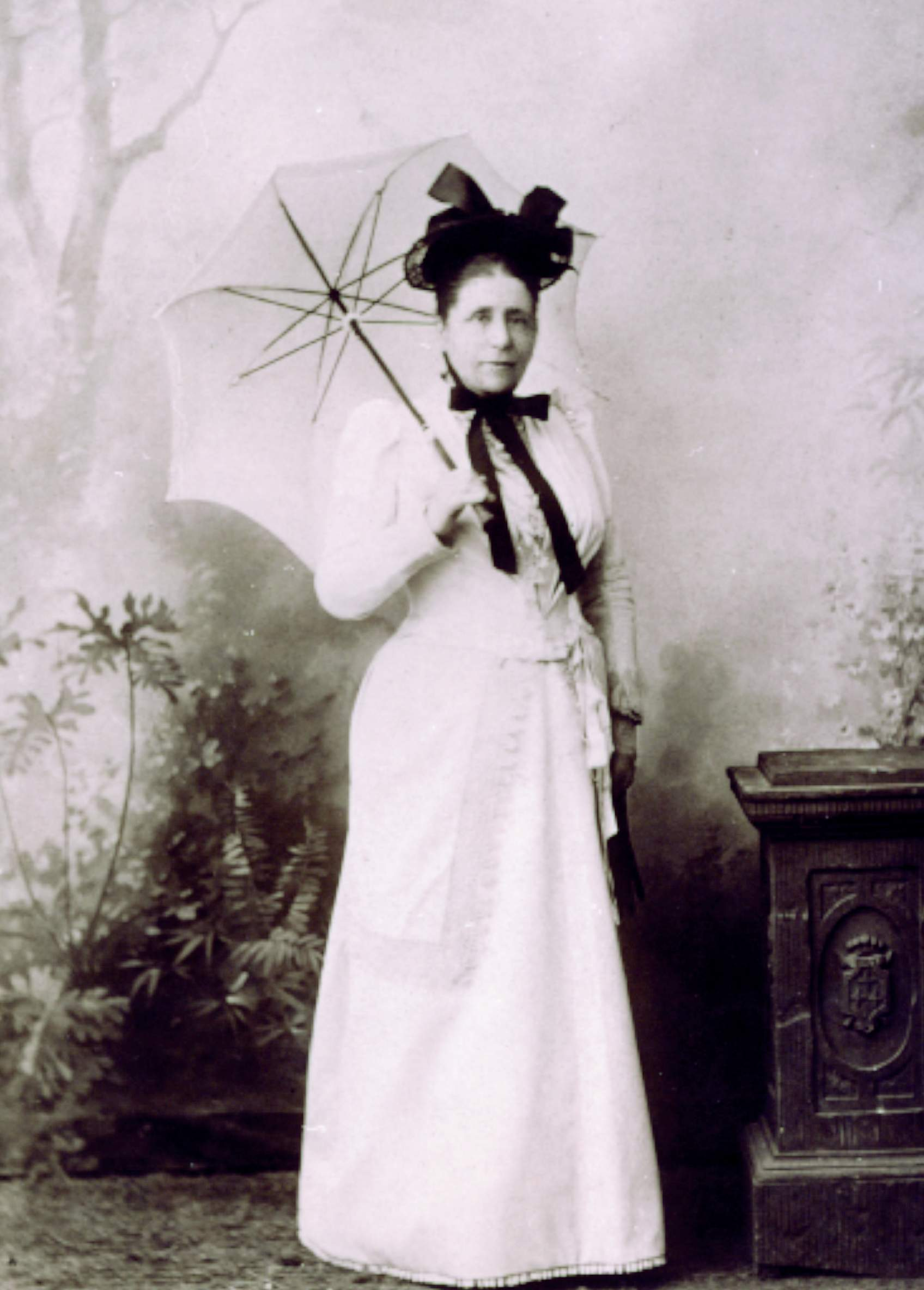
Isabella Elder

Die Isabella Elder Statue ist ein Denkmal in der schottischen Stadt Glasgow. 1970 wurde das Bauwerk in die schottischen Denkmallisten in der höchsten Denkmalkategorie A aufgenommen.

## Geschichte
Isabella Elder, Witwe des Schiffsingenieurs John Elder, entwickelte sich nach dessen Tod zur Mäzenin. So stiftete sie den Elder Park und im Jahre 1903 die Elder Park Library als öffentliche Bibliothek. Sie verstarb im Jahre 1905. Ihr zu Gedenken wurde 1906 die Isabella Elder Statue eingeweiht. Die Statue schuf der schottische Künstler Archibald McFarlane Shannan. Den Guss führte die Bronzegießerei Singer aus.

## Beschreibung
Die Statue befindet sich innerhalb einer schmiedeeisernen Umfriedung im Südteil des Elder Parks im Glasgower Distrikt Govan. Die Bronzestatue ruht auf einem granitenen Postament. Sie zeigt Isabella Elder auf einem ornamentierten Stuhl sitzend.